# تلمبه شریف‌آبادیها
تلمبه شریف‌آبادیها روستایی در دهستان محمودآبادسید بخش زیدآباد شهرستان سیرجان استان کرمان ایران است.جمعیت این روستا در سرشماری سال ۱۳۹۵ خورشیدی، ۸۴ نفر اعلام شد.

## جمعیت
بر پایه سرشماری عمومی نفوس و مسکن در سال ۱۳۹۵ جمعیت این مکان ۸۴ نفر (۲۶خانوار) بوده‌است.